# The Narrows (Antarktis)
The Narrows, Paso La Angostura eller Paso Angosto är ett sund i Antarktis. Det ligger i Västantarktis. Argentina, Chile och Storbritannien gör anspråk på området.